# Ibarra (Guipúscoa)
Ibarra é um município da Espanha na província de Guipúscoa, comunidade autónoma do País Basco. Tem 5 km² de área e em 2021 tinha 4 220 habitantes (densidade: 839 hab./km²).

## Demografia
| Variação demográfica do município entre 1991 e 2004[carece de fontes?] | Variação demográfica do município entre 1991 e 2004[carece de fontes?] | Variação demográfica do município entre 1991 e 2004[carece de fontes?] | Variação demográfica do município entre 1991 e 2004[carece de fontes?] |
| ---------------------------------------------------------------------- | ---------------------------------------------------------------------- | ---------------------------------------------------------------------- | ---------------------------------------------------------------------- |
| 1991                                                                   | 1996                                                                   | 2001                                                                   | 2004                                                                   |
| 4463                                                                   | 4287                                                                   | 4208                                                                   | 4372                                                                   |